# Kick & Fennick
A Kick & Fennick egy 2015-ben megjelent platformjáték, melyet a holland Jaywalkers Interactive független stúdió fejlesztett az Abstraction Games közreműködésével és a Green Hill jelentetett meg PlayStation 4, PlayStation Vita, Wii U és Xbox One konzolra. A játék Vita-változata 2015. február 3-án jelent meg Észak-Amerikában, míg Európában a rákövetkező napon. A játék PlayStation Plus szolgáltatás előfizetőinek ingyenesen letölthető volt.

## Fogadtatás
| Összegzőoldal | Értékelés |
| ------------- | --------- |
| GameRankings  | 66%       |
| Metacritic    | 66/100    |

| Szerző | Értékelés |
| ------ | --------- |
| IGN    | 7,7/10    |

A Kick & Fennick vegyes fogadtatásban részesült, 65,80%-os, illetve 66/100-as átlagértékelést elérve GameRankings, valamint a Metacritic gyűjtőoldalakon. Tom McShea IGN-nek írt cikkében 7,7/10-es pontszámot adott a játéknak.

## Fordítás
- Ez a szócikk részben vagy egészben  a   Kick & Fennick című angol Wikipédia-szócikk ezen változatának fordításán alapul.  Az eredeti cikk szerkesztőit annak laptörténete sorolja fel. Ez a jelzés csupán a megfogalmazás eredetét és a szerzői jogokat jelzi, nem szolgál a cikkben szereplő információk forrásmegjelöléseként.